# سامي ناصري

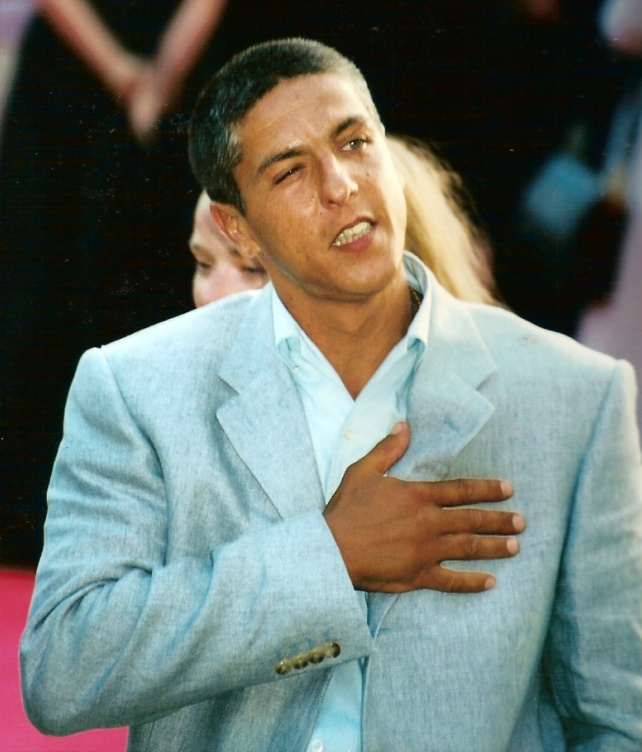
سامي ناصري.

سامي ناصري (بالفرنسية: Samy Naceri)‏ من مواليد (2 يوليو 1961 -) ممثل ومنتج أفلام فرنسي من أصل جزائري، اشتهر بتأديته لدور البطولة «دانيال» في سلسلة أفلام تاكسي بأجزائه الأربعة.
ولد باسم سعيد ناصري (بالفرنسية: Saïd Naceri)‏ لأب جزائري وأم فرنسية في الدائرة الرابعة بباريس، وقد قضى طفولته في فونتوني سو بوا أحد ضواحي باريس.

## أعماله
- 1981: Inspecteur la bavure
- 1989: La Révolution française
- 1994: Léon
- 1994: Nestor Burma
- 1994: Frères : la roulette rouge
- 1995: Coup de vice
- 1995: Double Peine
- 1995: Raï
- 1996: Love in Paris
- 1996: Maintenant ou jamais
- 1996: Pourquoi partir
- 1996: La Légende de Dede
- 1997: Malik le Maudit
- 1997: PJ (الحلقة الأولى، الموسم الأول)
- 1997: Bouge!
- 1997: Sous les pieds des femmes
- 1997: Autre chose à foutre qu'aimer
- 1998: Qui Paiera Les Dégâts
- 1998: تاكسي
- 1998: Cantique de la racaille
- 1998: Mounir et Anita
- 1998: Petit Ben
- 1999: Un pur moment de rock'n'roll
- 1999: Une pour toutes
- 2000: تاكسي 2
- 2000: Là-bas, mon pays
- 2001: Le Petit Poucet
- 2001: Nid de guêpes
- 2001: La Repentie
- 2001: L'Aîné des Ferchaux
- 2001: Féroce
- 2002: La Mentale
- 2002: Concerto pour un violon
- 2002: La Merveilleuse Odyssée
- 2002: Disparu
- 2002 : Tapis volant
- 2003 : تاكسي 3
- 2003 : البحث عن نيمو (مشاركة بالصوت في النسخة المدبلجة للفرنسية)
- 2004 : باب الويب[3]
- 2004 : Seconde Chance
- 2006 : بلديون[3]
- 2007 : تاكسي 4
- 2008 : Des poupées et des anges
- 2012 : Ce que le jour doit à la nuit
- 2013 : Tip Top
- 2013 : Voyage sans retour
- 2015 : A votre service
- 2021 : يوم الفداء

## روابط خارجية
- سامي ناصري على موقع IMDb (الإنجليزية)
- سامي ناصري على موقع روتن توميتوز (الإنجليزية)
- سامي ناصري على موقع ألو سيني (الفرنسية)
- سامي ناصري على موقع ميوزك برينز (الإنجليزية)
- سامي ناصري على موقع أول موفي (الإنجليزية)
- سامي ناصري على موقع قاعدة بيانات الأفلام السويدية (السويدية)
- سامي ناصري على موقع ديسكوغز (الإنجليزية)
- سامي ناصري على موقع قاعدة بيانات الفيلم (الإنجليزية)
- سامي ناصري على موقع كينوبويسك (الروسية)